# Pierre-François Levasseur
Pierre-François Levasseur, dit « l’Aîné », né le 11 mars 1753 à Abbeville et mort le 2 décembre 1815 à Paris, est un violoncelliste français.
D’abord destiné à la prêtrise, Levasseur fit des études pour entrer dans les ordres. À dix-huit ans, il renonça à l’état ecclésiastique pour se faire musicien. Pendant trois mois, il reçut des leçons d’un maître obscur nommé Belleval, puis il étudia seul le violoncelle.
Arrivé à Paris vers 1782, il y reçut quelques leçons de Duport aîné, dont il imita la manière et acquit la belle qualité de son. En 1789, il joua des concertos de Duport jeune au concert spirituel. Plus tard, il se fit entendre aux Concerts du théâtre Feydeau. Entré à l’orchestre de l’Opéra en 1785, il obtint sa pension de retraite en 1815, après trente ans de service, et à l’âge de soixante-huit ans. Il est mort peu de temps après.